# Žalm 12

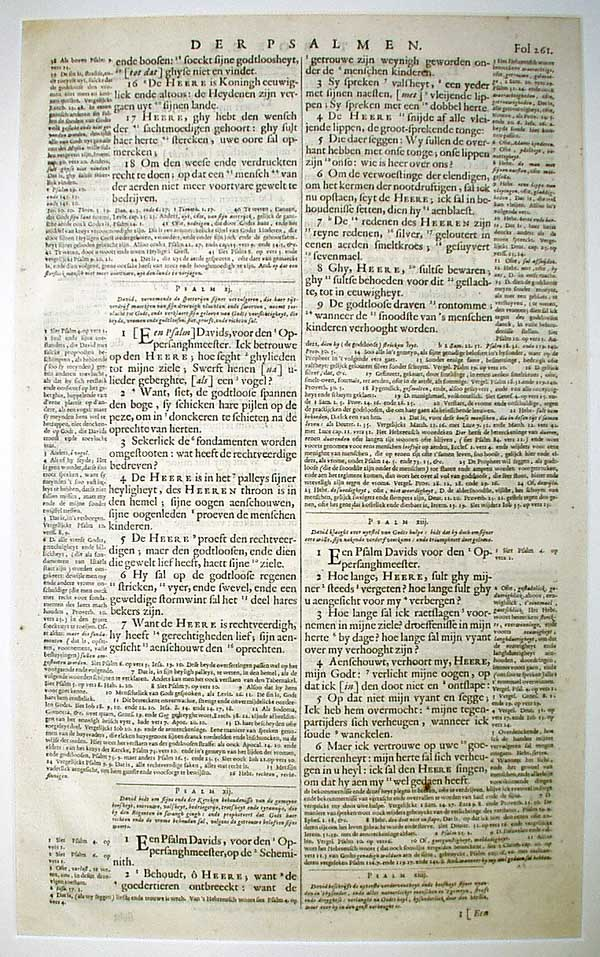
Žalm 12 v bibli ze 17. století (nakladatelství Elsevier)

Žalm 12 (Hospodine, pomoz!, lat. Salvum me fac Domine, podle řeckého překladu žalm 11) je součástí starozákonní Knihy žalmů. 

## Text
| verš | hebrejský originál                                               | český překlad | latinský překlad (Vulgata)                                                                                        |
| ---- | ---------------------------------------------------------------- | --- | --- |
| 1    | לַמְנַצֵּחַ עַל-הַשְּׁמִינִית, מִזְמוֹר לְדָוִד                                     | Pro předního zpěváka za doprovodu osmistrunného nástroje, žalm Davidův.                                                     | [In finem pro octava psalmus David]                                                                               |
| 2    | הוֹשִׁיעָה יְהוָה, כִּי-גָמַר חָסִיד: כִּי-פַסּוּ אֱמוּנִים, מִבְּנֵי אָדָם                | Hospodine, pomoz! Se zbožným je konec, berou za své věrní mezi lidmi.                                                       | Salvum me fac Domine quoniam defecit sanctus quoniam deminutae sunt veritates a filiis hominum                    |
| 3    | שָׁוְא, יְדַבְּרוּ--אִישׁ אֶת-רֵעֵהוּ: שְׂפַת חֲלָקוֹת--בְּלֵב וָלֵב יְדַבֵּרוּ                | Jeden druhého svou řečí šálí, mluví úlisnými rty a obojakým srdcem.                                                         | Vana locuti sunt unusquisque ad proximum suum labia dolosa in corde et corde locuti sunt                          |
| 4    | יַכְרֵת יְהוָה, כָּל-שִׂפְתֵי חֲלָקוֹת-- לָשׁוֹן, מְדַבֶּרֶת גְּדֹלוֹת                     | Kéž Hospodin zcela vymýtí ty úlisné rty, jazyk, co se velikášsky chvástá,                                                   | Disperdat Dominus universa labia dolosa linguam magniloquam                                                       |
| 5    | אֲשֶׁר אָמְרוּ, לִלְשֹׁנֵנוּ נַגְבִּיר--שְׂפָתֵינוּ אִתָּנוּ: מִי אָדוֹן לָנוּ                 | ty, kdo říkají: „Náš jazyk převahu nám zaručuje, máme přece ústa. Kdo je naším Pánem?“                                      | Qui dixerunt linguam nostram magnificabimus labia nostra a nobis sunt quis noster dominus est                     |
| 6    | מִשֹּׁד עֲנִיִּים, מֵאֶנְקַת אֶבְיוֹנִים:עַתָּה אָקוּם, יֹאמַר יְהוָה; אָשִׁית בְּיֵשַׁע, יָפִיחַ לוֹ | „Pro útlak ponížených, pro sténání ubožáků teď povstanu,“ praví Hospodin, „daruji spásu tomu, proti němuž svévolník soptí.“ | Propter miseriam inopum et gemitum pauperum nunc exsurgam dicit Dominus ponam in salutari fiducialiter agam in eo |
| 7    | אִמְרוֹת יְהוָה, אֲמָרוֹת טְהֹרוֹת:כֶּסֶף צָרוּף, בַּעֲלִיל לָאָרֶץ; מְזֻקָּק, שִׁבְעָתָיִם       | Co vysloví Hospodin, jsou slova ryzí, stříbro přetavené do kadlubu v zemi, sedmkráte protříbené.                            | Eloquia Domini eloquia casta argentum igne examinatum probatum terrae purgatum septuplum                          |
| 8    | אַתָּה-יְהוָה תִּשְׁמְרֵם; תִּצְּרֶנּוּ, מִן-הַדּוֹר זוּ לְעוֹלָם                          | Ty je, Hospodine, budeš střežit, navěky nás budeš chránit před tím pokolením;                                               | Tu Domine servabis nos et custodies nos a generatione hac et in aeternum                                          |
| 9    | סָבִיב, רְשָׁעִים יִתְהַלָּכוּן; כְּרֻם זֻלּוּת, לִבְנֵי אָדָם                          | kolem obcházejí svévolníci a vzmáhá se mezi lidmi neurvalost.                                                               | In circuitu impii ambulant secundum altitudinem tuam multiplicasti filios hominum                                 |

## Užití v liturgii

### V křesťanství
V římskokatolické církvi se užívá při modlitbě hodinek o modlitbě uprostřed dne ve středu prvního týdne.

### V judaismu
V judaismu je žalm recitován při obřadu Brit mila a při svátku Šmini aceret. Spis Šimuš Tehilim („Užití Žalmů“), jehož autorem je zřejmě židovský učenec Chaj Ga'on (939–1038), navíc uvádí, že recitace 12. žalmu chrání před pokušením k hříchu a zlou radou.

## Užití v hudbě
Mezi významná hudební zpracování žalmu 12 patří díla těchto autorů:
- Marc-Antoine Charpentier, Usquequo Domine (H.196, 1685)
- Martin Luther, chorál Ach Gott!
- Johann Sebastian Bach, kantáta Ach Gott!